# 新索洛特溫
50°1′47″N 28°45′10″E / 50.02972°N 28.75278°E
新索洛特溫（烏克蘭語：Новий Солотвин），是烏克蘭的村落，位於該國北部日托米爾州，由別爾季切夫區負責管轄，始建於1927年，面積0.93平方公里，海拔高度228米，2001年人口205，人口密度每平方公里220.43人。